# خسرود
خسرود روستایی از توابع استان قزوین واقع در بخش رودبار شهرستان الموت غربی در ایران است.

## جمعیت
این روستا واقع در استان قزوین بخش رودبار شهرستان منطقه الموت غربی قرار دارد و براساس سرشماری مرکز آمار ایران در سال ۱۳۹۵، جمعیت آن ۳۱۲ نفر (۱۰۵ خانوار) بوده است. 

## زبان
زبان اهالی خسرود تُرکی می‌باشد.

## جغرافیا
خسرود روستایی است که در ۴۵ کیلومتری شهر قزوین واقع شده است. زمین‌های اطراف خسرود از طرف جنوب کوهستانی است (عرشه کوه) اما شمال آن زمین‌های تپه‌ای است (تپه انیشین). خسرود ۱۳۵۴ متر از سطح دریا بالاتر است و مرتفع‌ترین نقطه آن در نزدیکی عرشه کوه (۲.۴ کیلومتری جنوب خسرود) می‌باشد که ارتفاع آن ۲۳۴۲ متر بالاتر از سطح دریا است.جاده این روستا از کاماسار تا خسرود بسیار خراب است-همچنین جاده قزوین تا دوراهی کشاباد خراب است -خدمات بهداشتی و پزشکی ندارد-دولت باید به این روستا از نظر امکانات رفاهی آسایشی بیشتر توجه کند
مناطق اطراف خسرود بیشتر از چمنزارها تشکیل شده است و آب‌ و هوای مدیترانه‌ای در این منطقه غالب است. میانگین دمای سالانه در خسرود ۱۵ درجه سانتی گراد می‌باشد و گرم‌ترین ماه مرداد است که میانگین دما ۲۹ درجه سانتی گراد می‌باشد و سردترین ماه دی است که میانگین دما ۱- درجه سانتی گراد می‌باشد.
میانگین بارندگی سالانه در خسرود ۹۸۳ میلی متر است.

## اطلاعات
بیشتر مردم این روستا به کشاورزی مشغول هستند و اغلب محصولاتشان برنج، گردو و فندق می‌باشد.

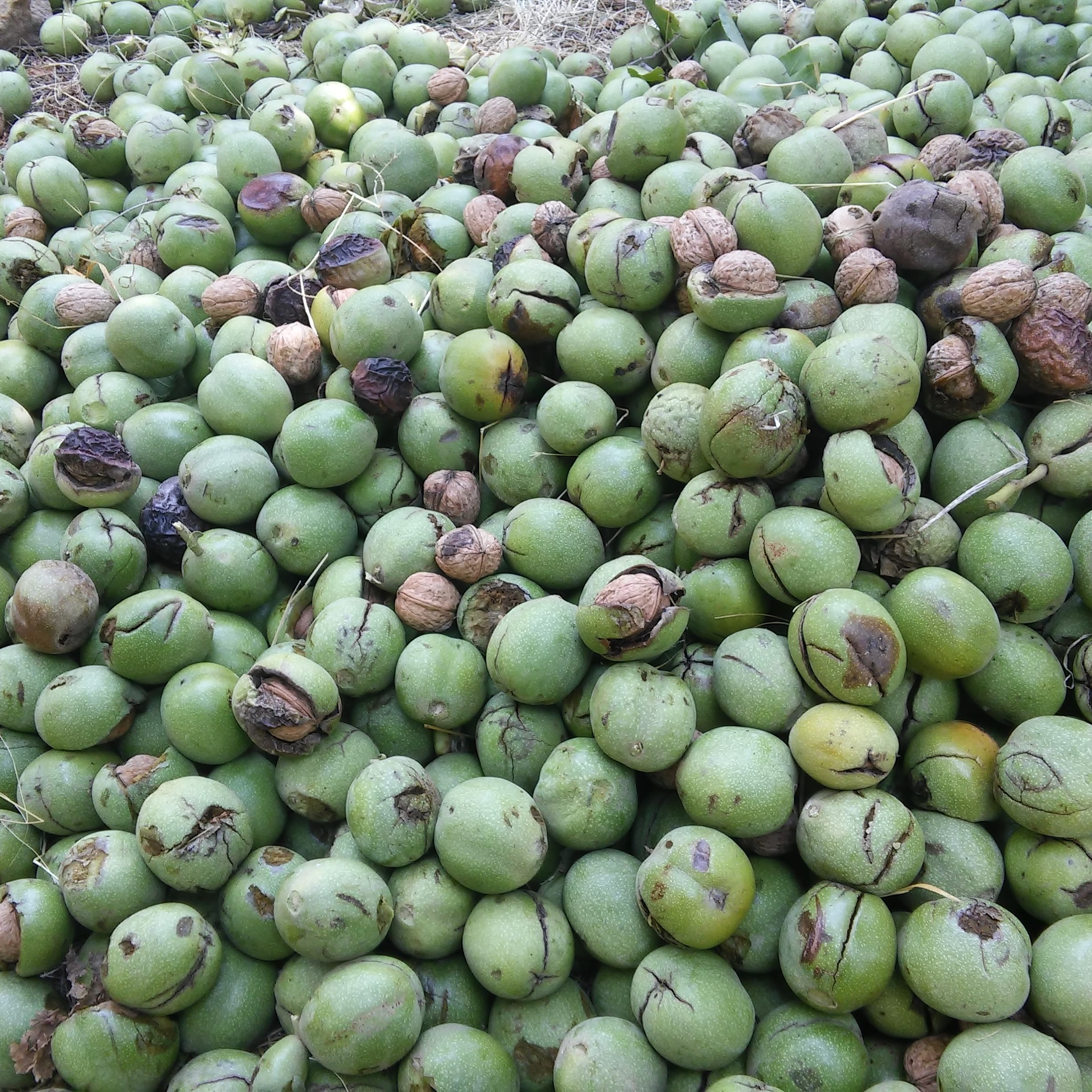
برداشت گردو
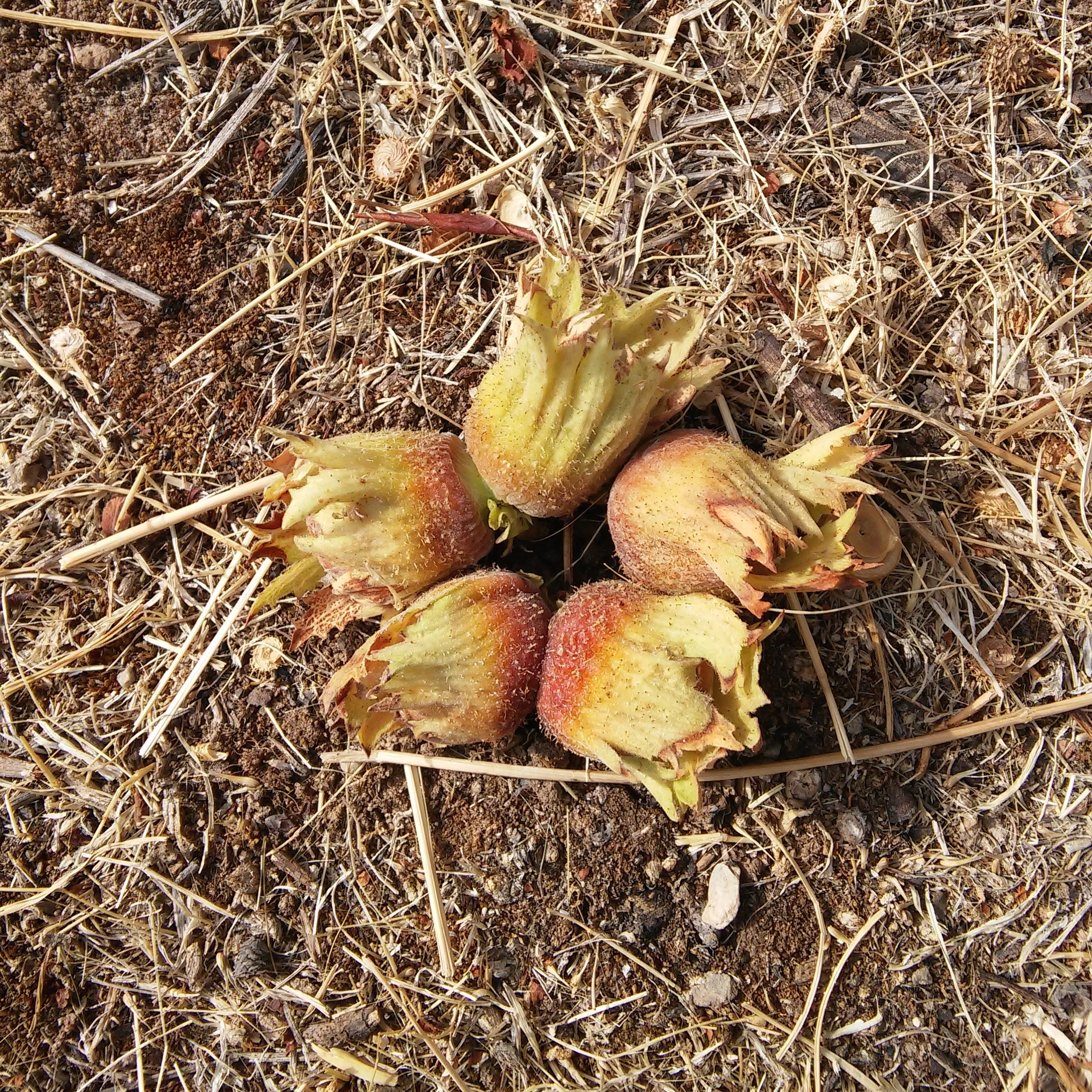
فندق

آب مورد نیاز اهالی این روستا از چشمه‌ای که در دامنه عرشه کوه (کوه مجاور به همین روستا) است تأمین می‌شود.

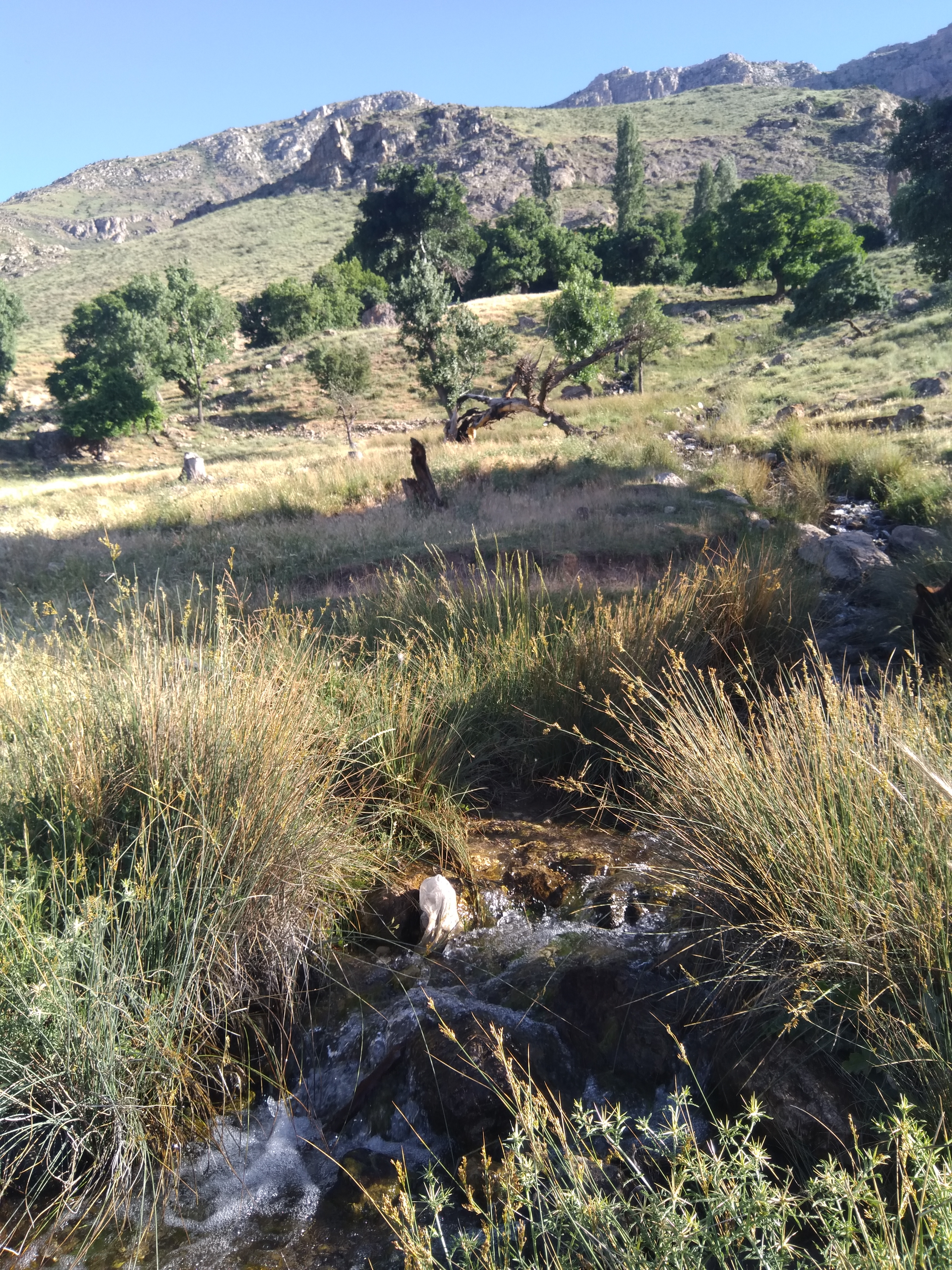
آب جاری شده از چشمه

این روستا جزو روستاهای محروم محسوب نمی‌شود و  اینترنت همراه در این روستا در دسترس اهالی هست. 
سوخت مصرفی مردم این روستا برای گرم کردن خانه ها در فصول سرد سال، گاز می‌باشد و به تازگی عملیات گازرسانی به این روستا و روستاهای اطراف انجام شده است. 
راه رسیدن به این روستا مسیری صعب العبور است که اغلب در زمستان به دلیل بارش برف مسدود می‌شود و به اجبار باید از مسیرهای دیگر استفاده کرد که مسافت طولانی تری دارند.
روستاهای همسایه‌ی این روستا که از طریق جاده به این روستا متصل هستند، دستجرد سفلی، بُلکان و اربدیان می‌باشند.

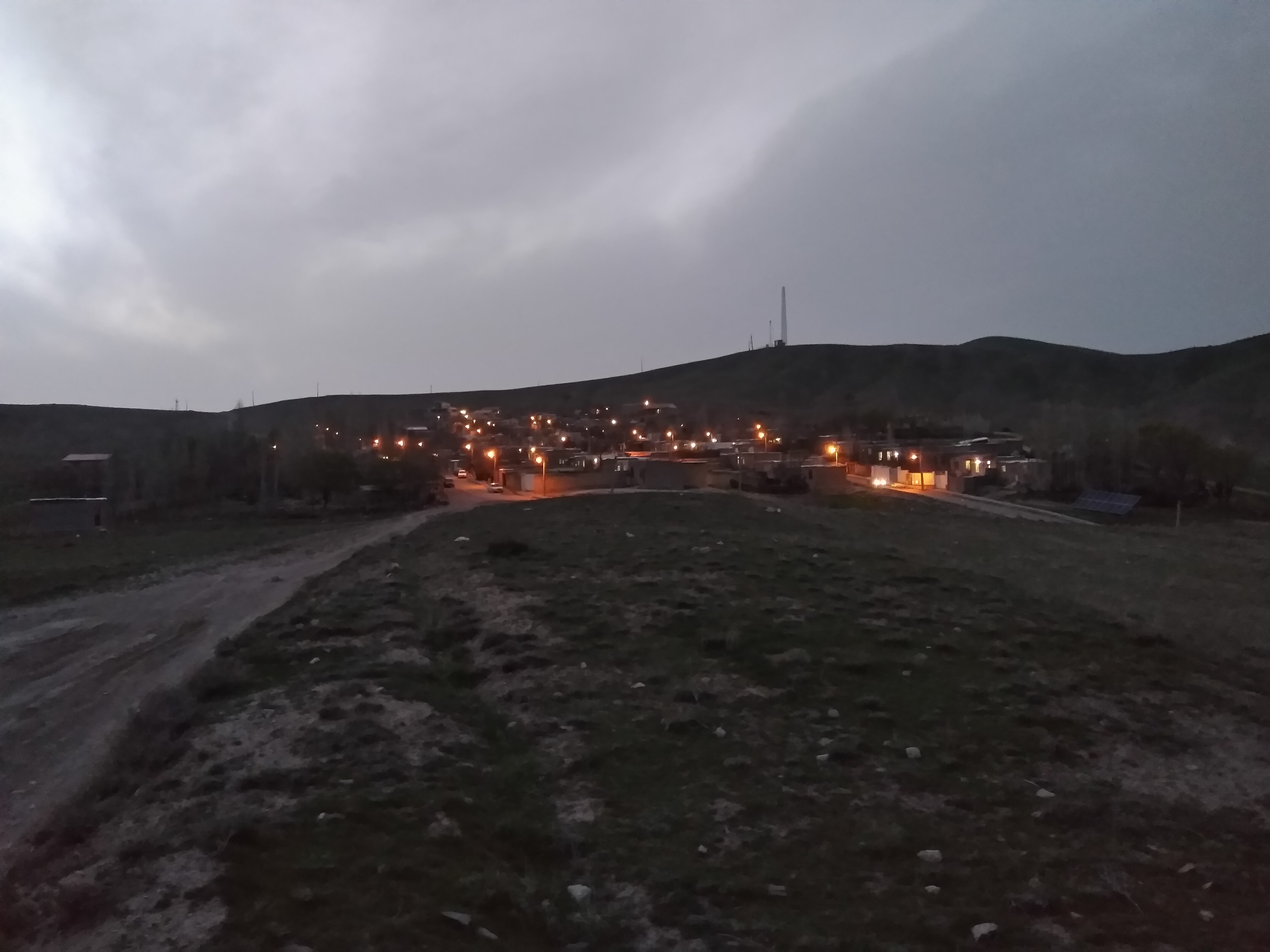
_{نمایی زیبا از روستای خسرود هنگام شب}

## طبیعت روستای خسرود

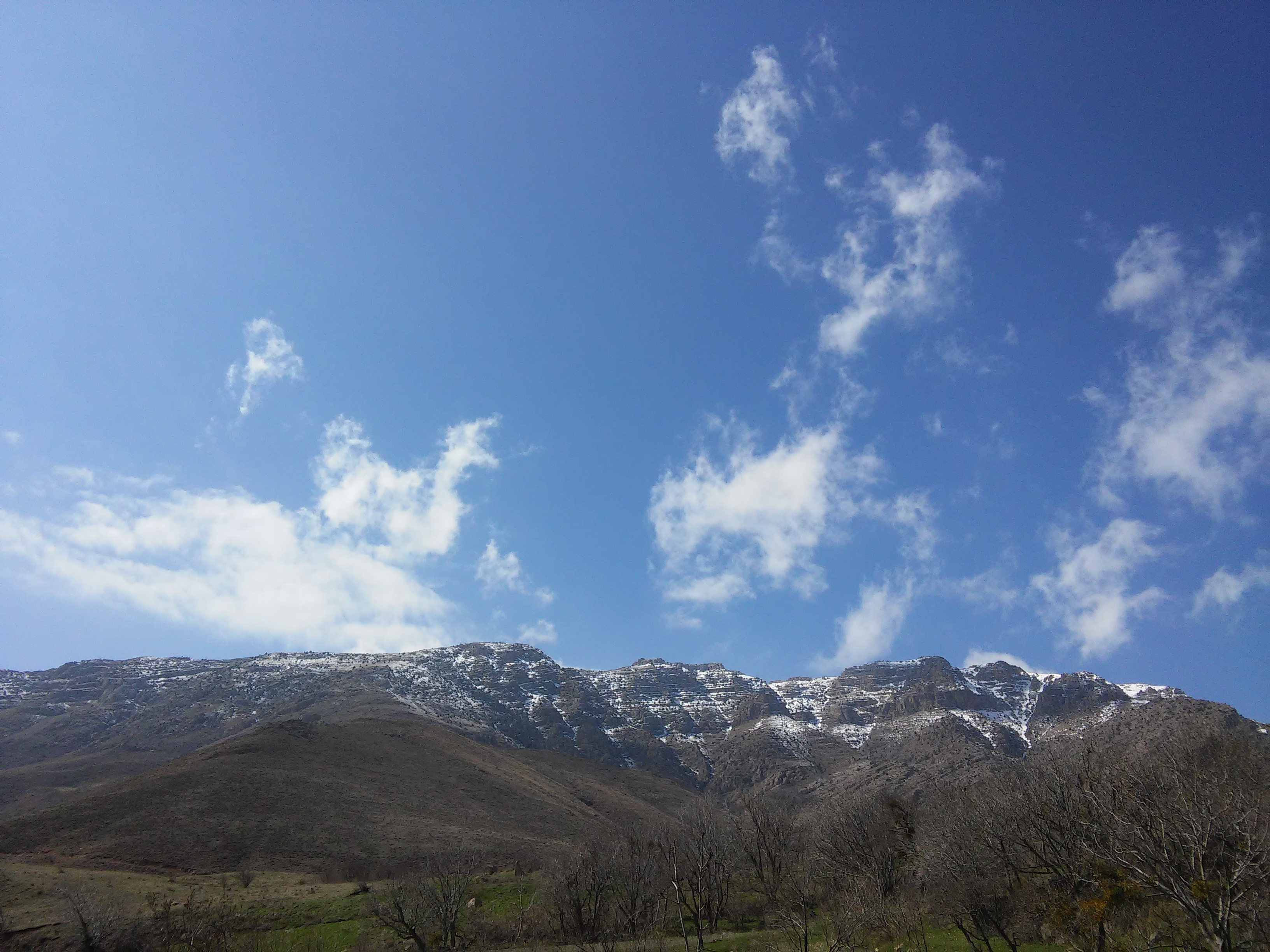
عرشه کوه

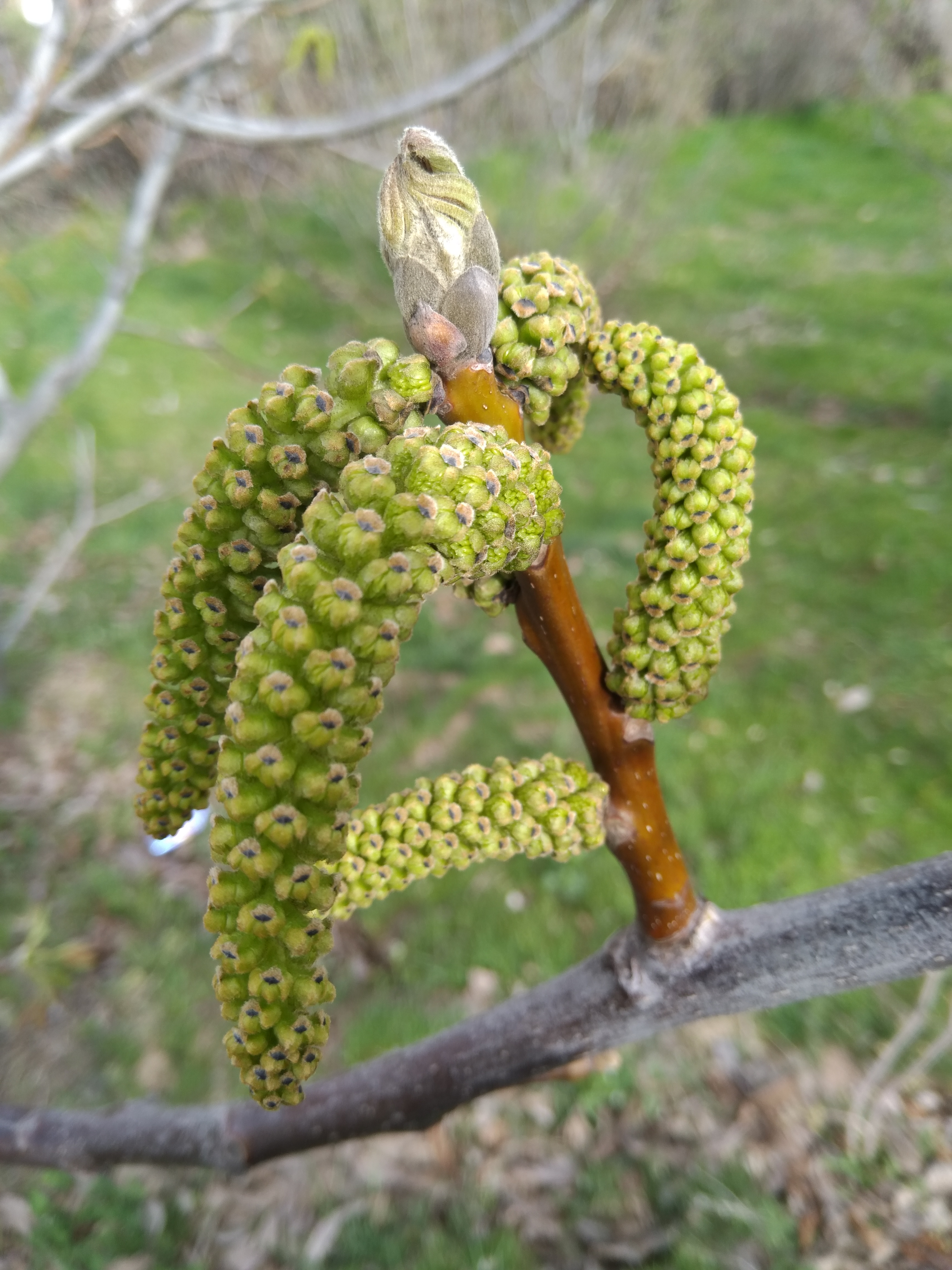
گل درخت گردو

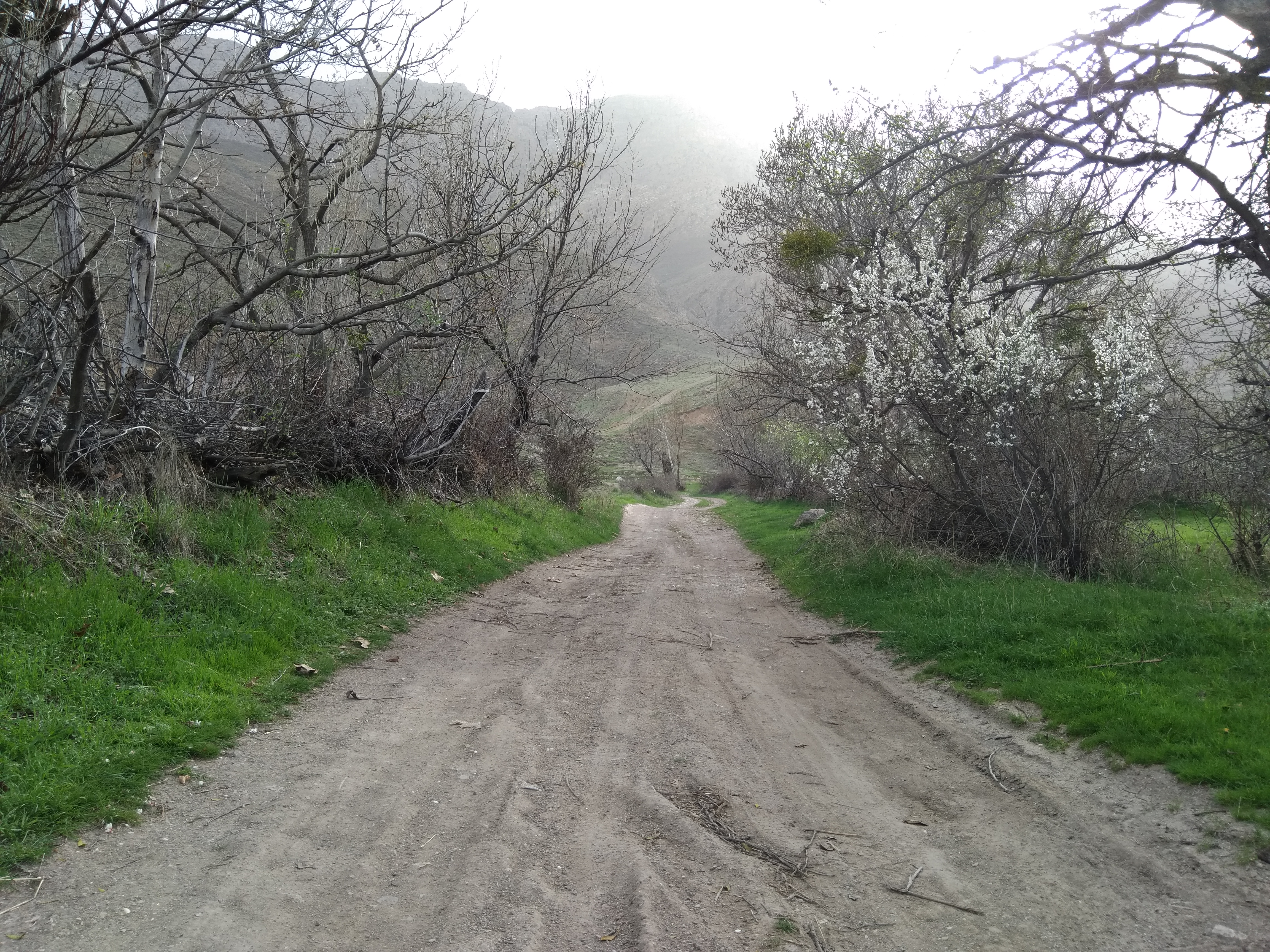
منظره ای زیبا از طبیعت خسرود

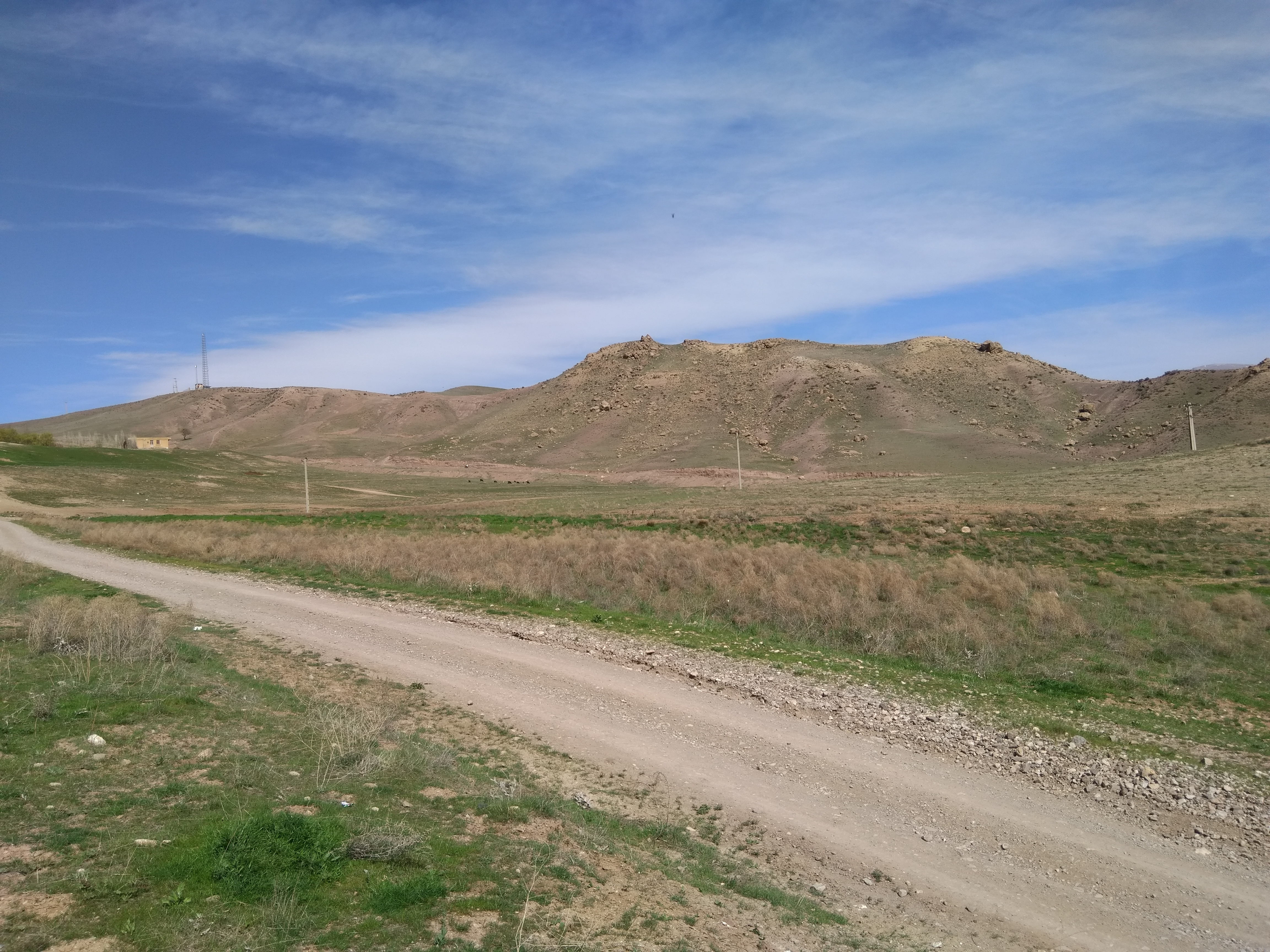
تپه انیشین در روستای خسرود

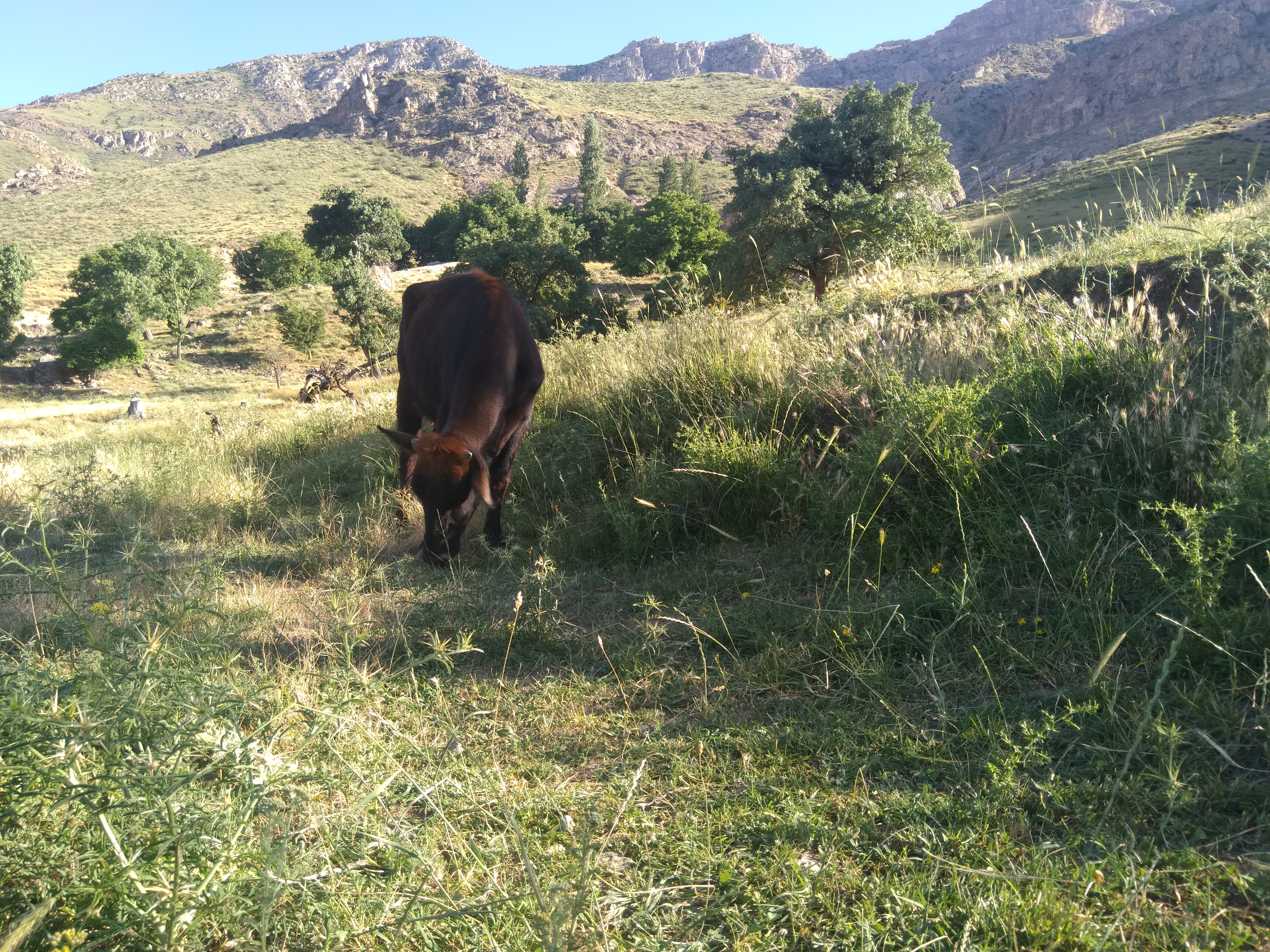
یخاری باغ (باغ بالا)

باغات روستای خسرود

چشم اندازی زیبا از روستای خسرود

طبیعت زیبای روستای خسرود

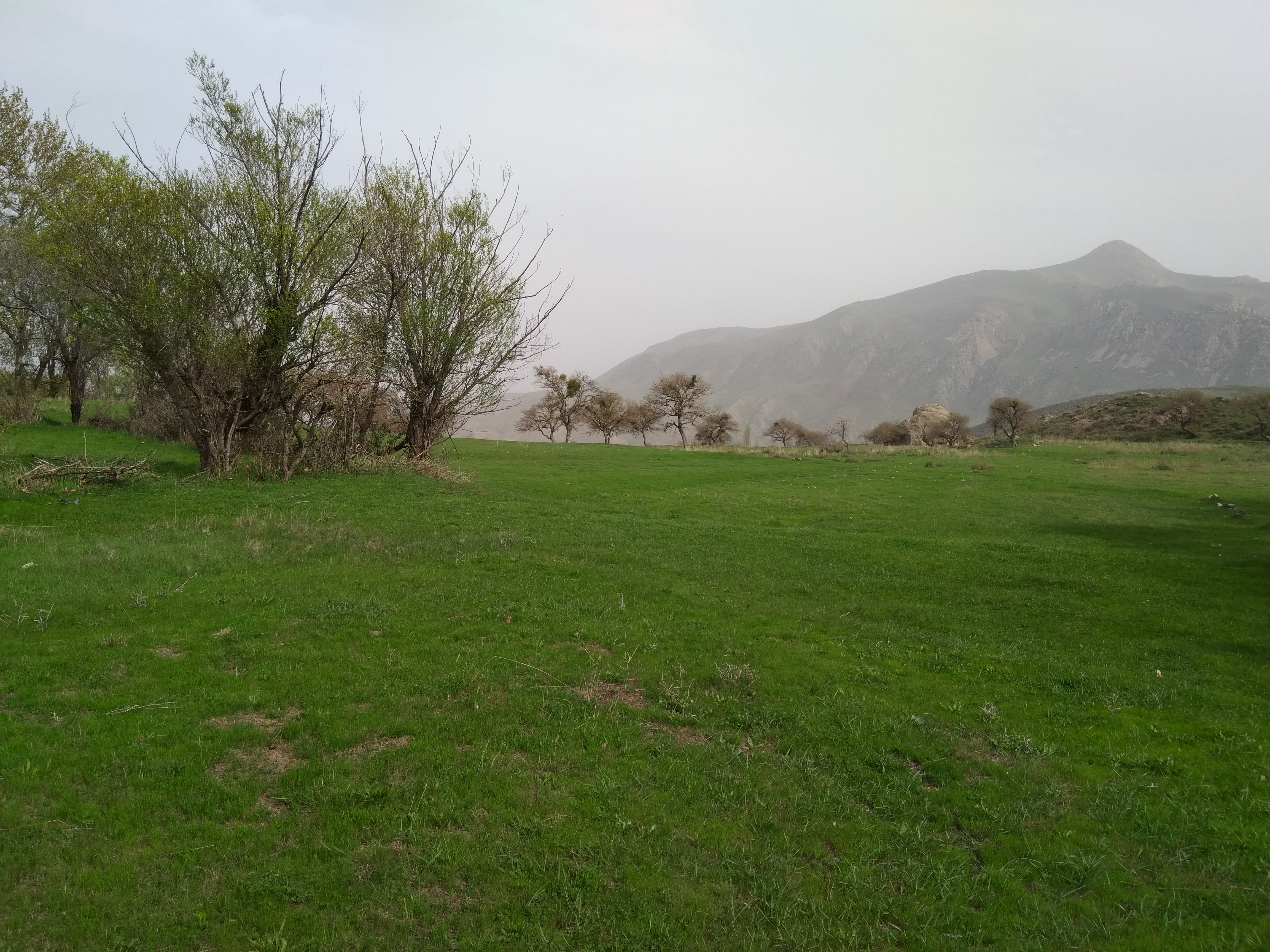
دشت سرسبز در فصل بهار
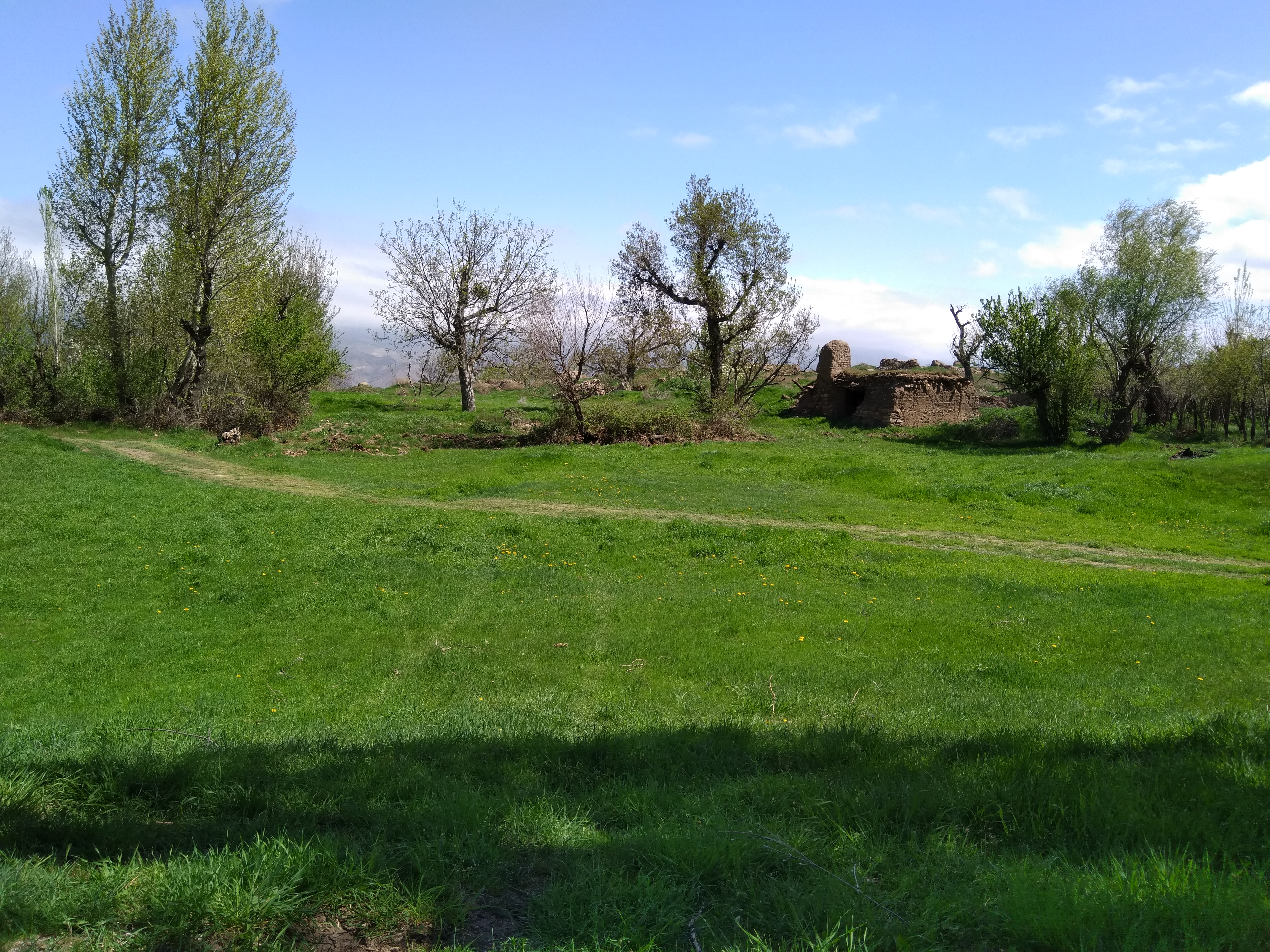
منظره‌ای زیبا از باغات
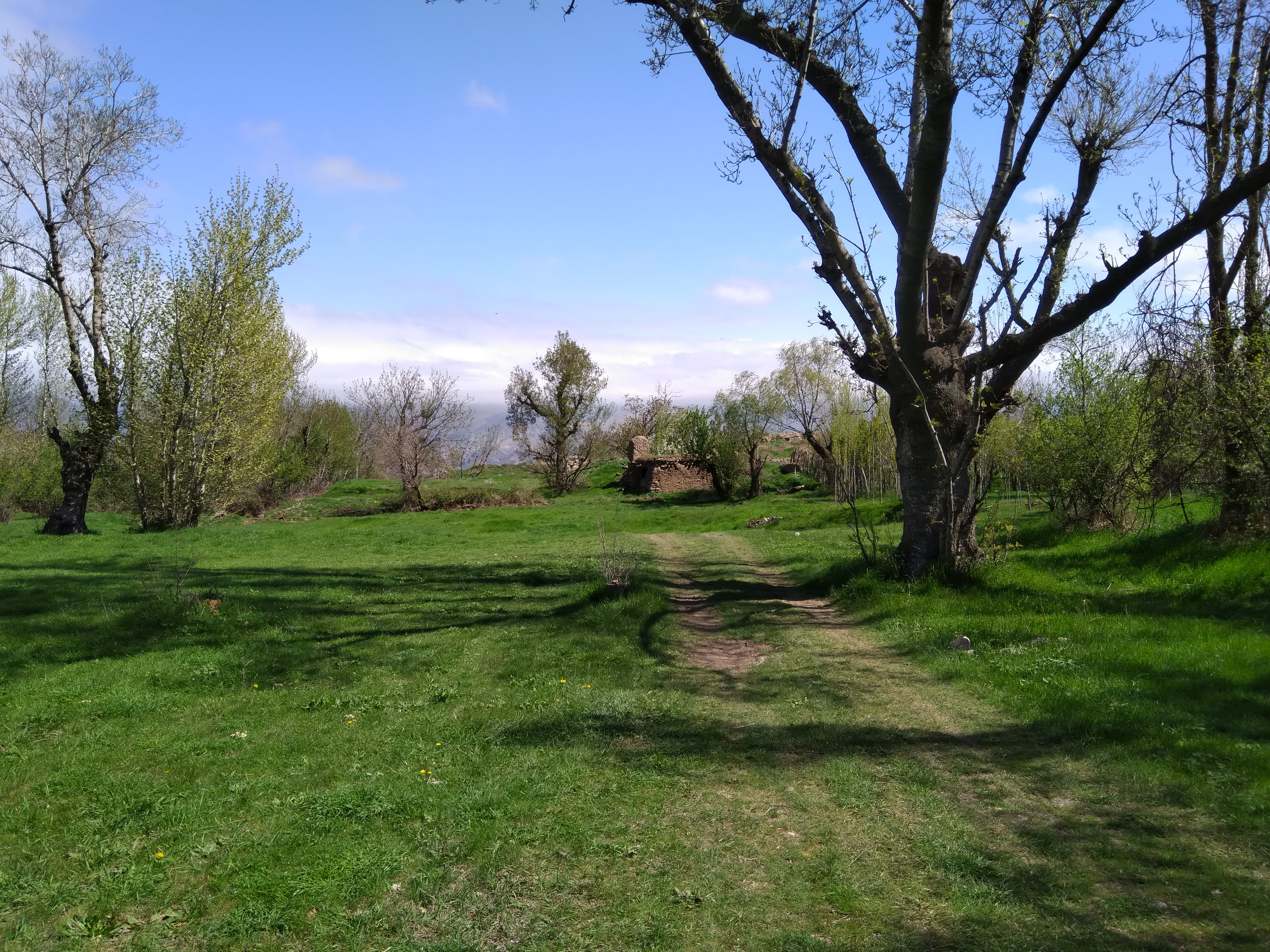
طبیعت روستا
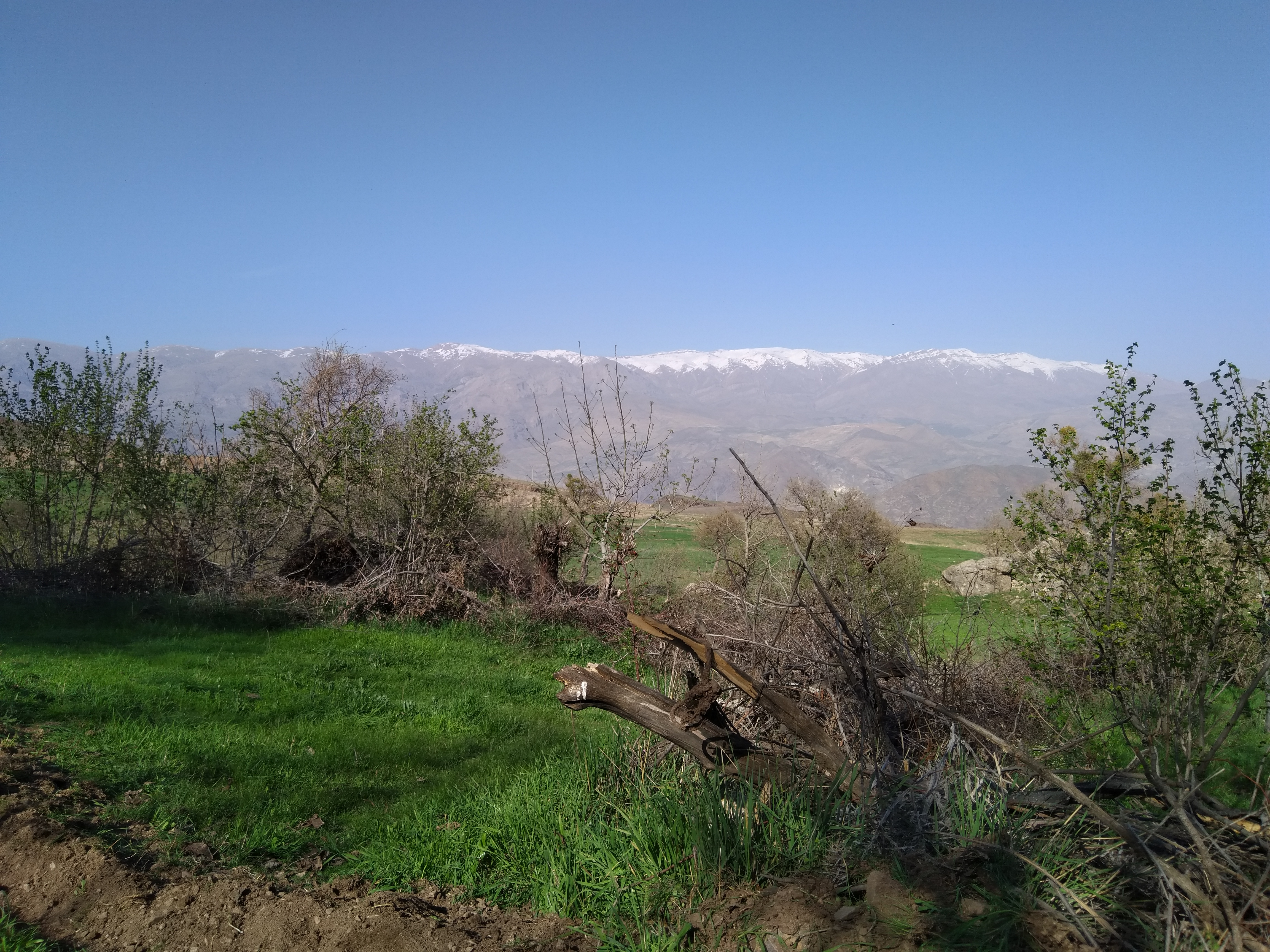
رشته کوه‌های البرز
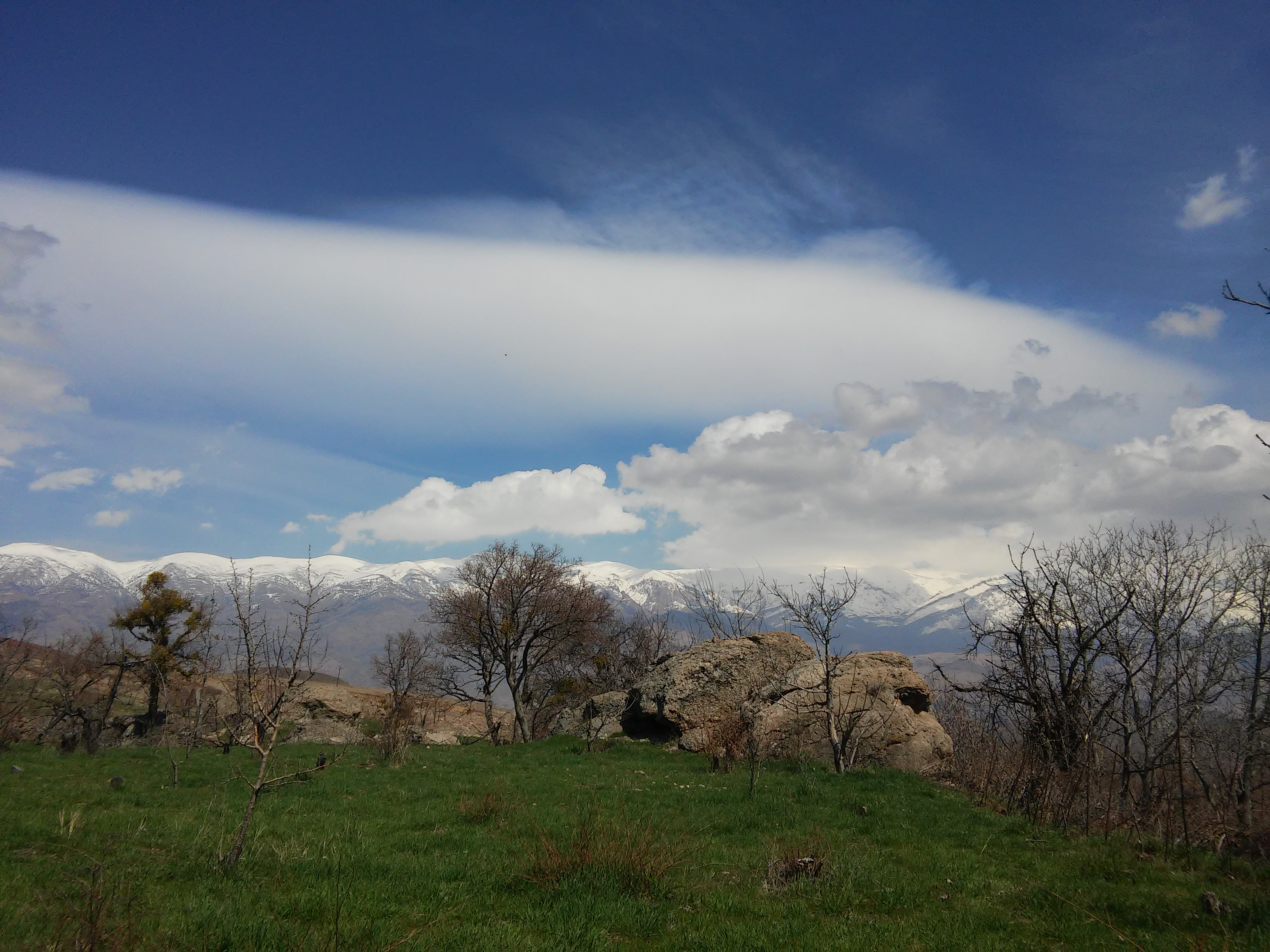
رشته کوه‌های البرز
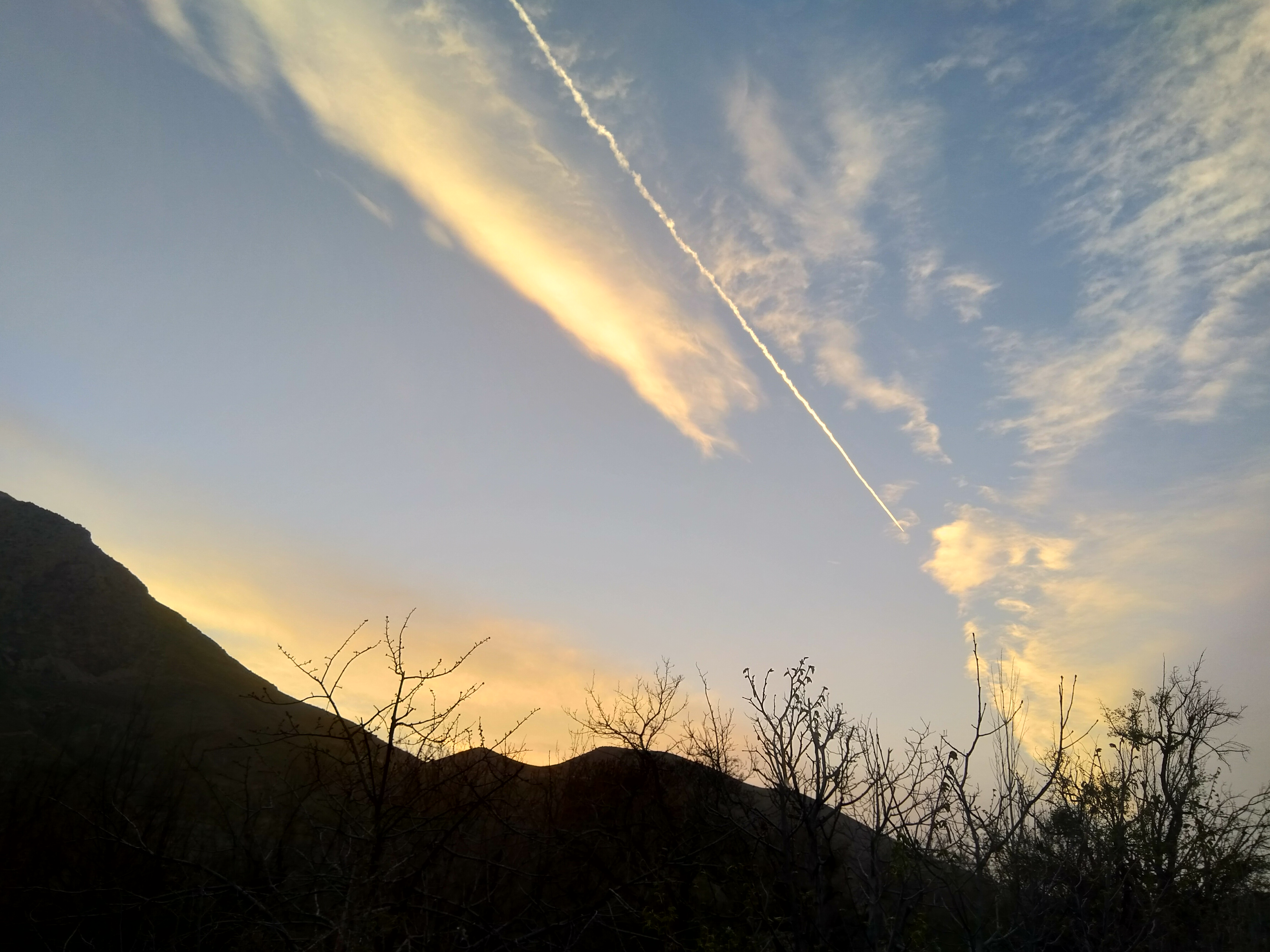
آسمان هنگام غروب
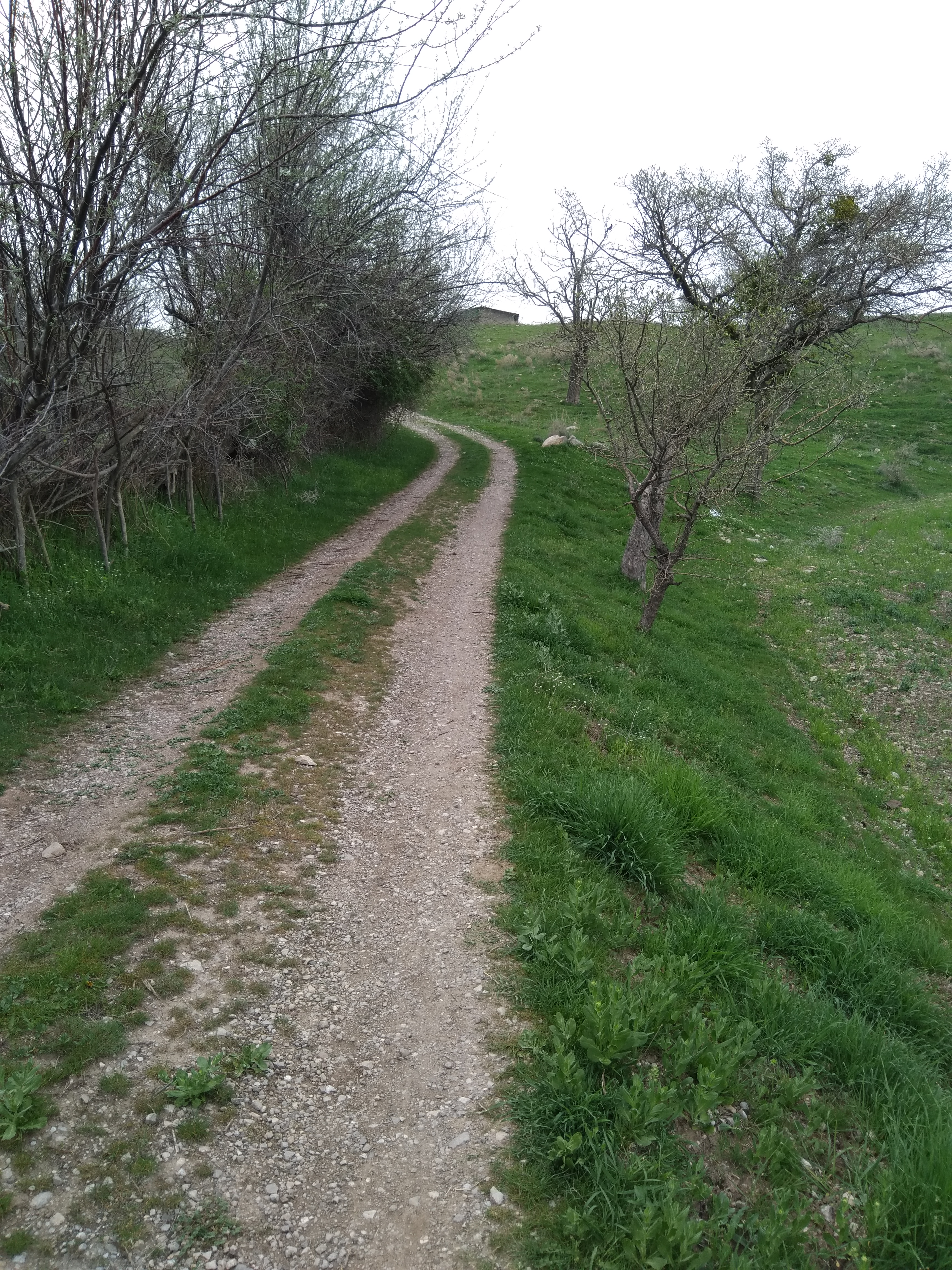
جاده خاکی
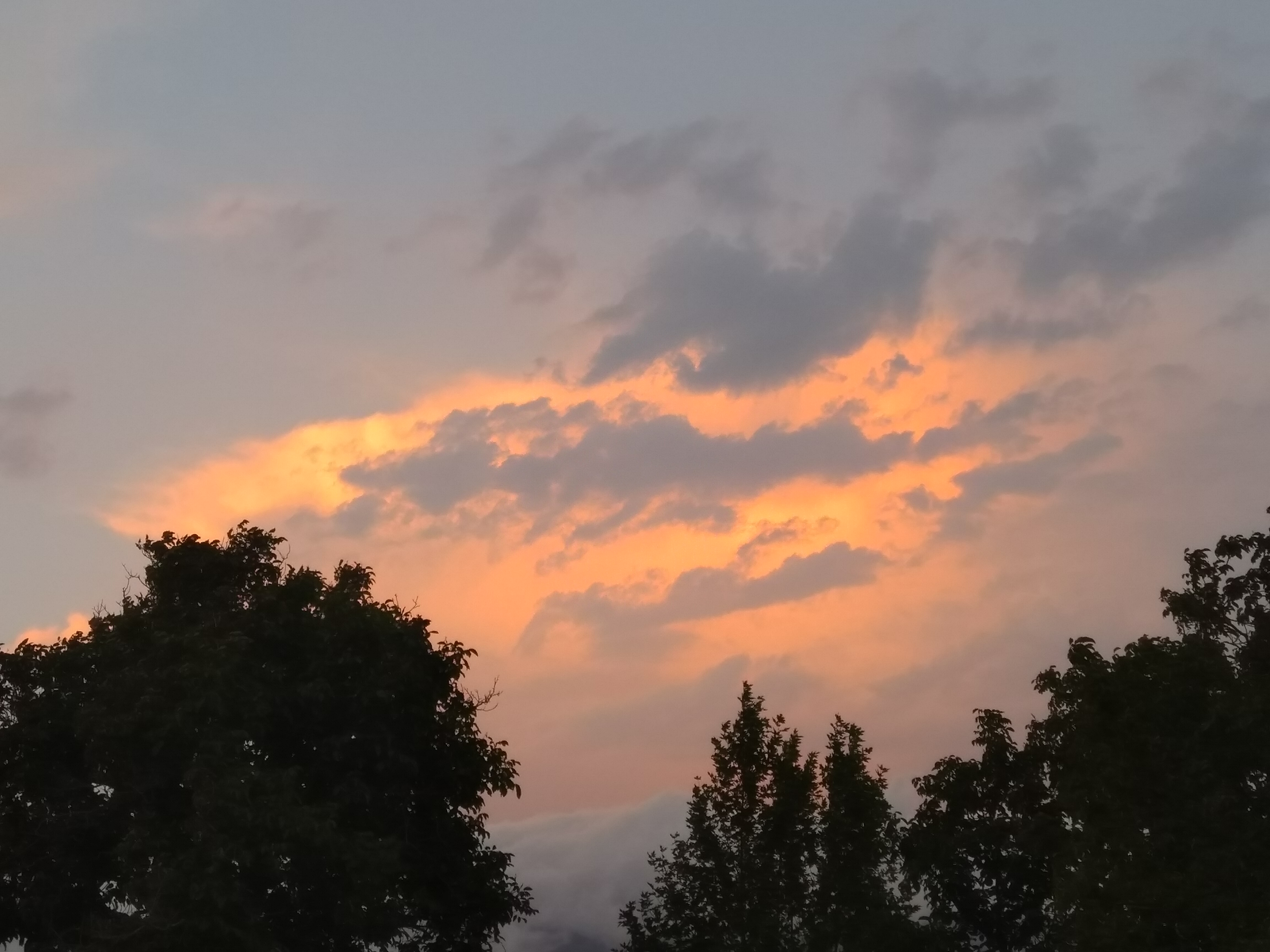
نمایی زیبا از ابرها
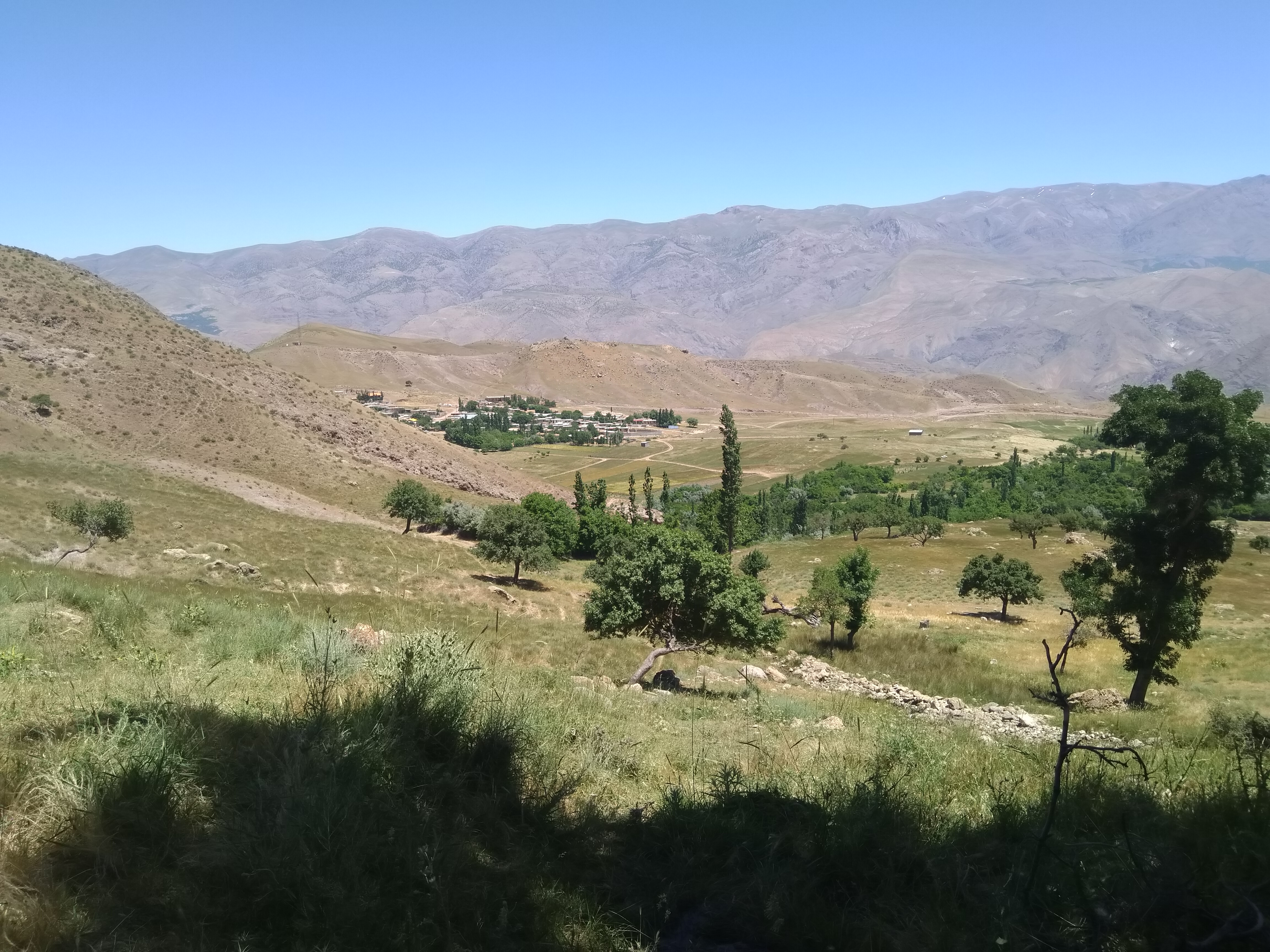
چشم انداز روستای خسرود